# 滋賀県道531号藤川春照線
滋賀県道531号藤川春照線（しがけんどう531ごう ふじかわすいじょうせん）は、滋賀県米原市を通る一般県道である。

## 概要
米原市藤川から米原市春照に至る。
伊吹山南麓にある集落地内の生活道路であるが、大半が狭隘区間であり、また坂浅東部広域農道がすぐ北に並行して開設されているため、車両の通行量は少ない。なお、米原市藤川字寺林の集落から西、坂浅東部広域農道に合流するまでの区間は山中の未舗装獣道であり、車両はもちろん、歩行者も通行困難となっている。また、終点付近で道が途切れており、起点から終点まで道がつながっていない。

### 路線データ
- 起点：滋賀県米原市藤川（国道365号交点）
- 終点：滋賀県米原市春照（滋賀県道551号山東伊吹線交点）
- 総延長：6.0 km

## 路線状況

### 重複区間
- 坂浅東部広域農道（米原市上平寺 - 米原市大清水）

### 道路施設

#### 橋梁
- 竹鼻橋（米原市）

## 地理

### 通過する自治体
- 米原市

### 交差する道路
| 交差する道路                  | 交差する場所 | 交差する場所 |
| ----------------------------- | ------------ | ------------ |
| 国道365号 / 北國脇往還        | 藤川         | 起点         |
| 坂浅東部広域農道 重複区間起点 | 上平寺       |              |
| 坂浅東部広域農道 重複区間終点 | 大清水       |              |
| 滋賀県道551号山東伊吹線       | 春照         | 終点         |

### 沿線
- 泉神社
- いぶき幼稚園
- 伊吹薬草の里文化センター
- 伊吹郵便局
- 米原市役所伊吹庁舎
- 滋賀銀行伊吹出張所